# Campionati del mondo di atletica leggera indoor 1995 - Salto in alto femminile
La gara di salto in alto femminile si è tenuta il 10 e l'11 marzo 1995 presso lo stadio Palau Sant Jordi di Barcellona.

## Risultati
Le atlete che superano la misura di 1,92 m (Q) o si trovano nelle prime 12 posizioni in classifica (q) vanno in finale.

### Qualificazioni
Venerdì 10 marzo 1995, ore 13:00.

#### Gruppo A
| Pos, | Nome                | Nazionalità   | 1,80 | 1,85 | 1,90 | 1,92 | Misura | Note |
| ---- | ------------------- | ------------- | ---- | ---- | ---- | ---- | ------ | ---- |
| 1    | Yolanda Henry       | Stati Uniti   | o    | o    | xo   | xxx  | 1,90 m | q    |
| 1    | Kajsa Bergqvist     | Svezia        | o    | o    | xo   | xxx  | 1,90 m | q    |
| 3    | Sieglinde Cadusch   | Svizzera      | o    | xo   | xxx  |      | 1,85 m |      |
| 3    | Svetlana Zalevskaya | Kazakistan    | o    | xo   | xxx  |      | 1,85 m |      |
| 3    | Šárka Makówková     | Rep. Ceca     | o    | xo   | xxx  |      | 1,85 m |      |
| 6    | Monika Gollner      | Austria       | xxo  | xo   | xxx  |      | 1,85 m |      |
| 7    | Emelie Färdigh      | Svezia        | o    | xxo  | xxx  |      | 1,85 m |      |
| 8    | Tania Dixon         | Nuova Zelanda | xo   | xxo  | xxx  |      | 1,85 m |      |
| 9    | Carlota Castrejana  | Spagna        | o    | xxx  |      |      | 1,80 m |      |
| 9    | Niki Gavera         | Grecia        | o    | xxx  |      |      | 1,80 m |      |
| 9    | Svetlana Munkova    | Uzbekistan    | o    | xxx  |      |      | 1,80 m |      |
| 12   | Niki Bakoyianni     | Grecia        | xo   | xxx  |      |      | 1,80 m |      |
| 12   | Valentīna Gotovska  | Lettonia      | xo   | xxx  |      |      | 1,80 m |      |
| 14   | Laura Sharpe        | Irlanda       | xxo  | xxx  |      |      | 1,80 m |      |
| -    | Vita Styopina       | Ucraina       | xxx  |      |      |      | nm     |      |
| -    | Kaisa Gustafsson    | Finlandia     | xxx  |      |      |      | dns    |      |

#### Gruppo B
| Pos, | Nome               | Nazionalità | 1,80 | 1,85 | 1,90 | 1,92 | Misura | Note |
| ---- | ------------------ | ----------- | ---- | ---- | ---- | ---- | ------ | ---- |
| 1    | Tatyana Motkova    | Russia      | -    | o    | o    | o    | 1,92 m | Q    |
| 1    | Yelena Gulyayeva   | Russia      | o    | o    | o    | o    | 1,92 m | Q    |
| 1    | Britta Bilač       | Slovenia    | -    | o    | o    | o    | 1,92 m | Q    |
| 4    | Heike Henkel       | Germania    | -    | o    | xo   | o    | 1,92 m | Q    |
| 4    | Alina Astafei      | Germania    | -    | xo   | o    | o    | 1,92 m | Q    |
| 6    | Tatyana Shevchik   | Bielorussia | o    | o    | o    | xo   | 1,92 m | Q    |
| 7    | Monica Iagăr       | Romania     | o    | o    | xo   | xo   | 1,92 m | Q    |
| 7    | Tisha Waller       | Stati Uniti | xo   | o    | o    | xo   | 1,92 m | Q    |
| 9    | Hanne Haugland     | Norvegia    | -    | o    | xxo  | xxo  | 1,92 m | Q    |
| 10   | Natalja Jonckheere | Belgio      | o    | o    | o    | xxx  | 1,90 m | q    |
| 11   | Svetlana Leseva    | Bulgaria    | o    | xxo  | o    | xxx  | 1,90 m | q    |
| 12   | Sigrid Kirchmann   | Austria     | -    | o    | xo   | xxx  | 1,90 m | q    |
| 13   | Olga Bolshova      | Moldavia    | o    | o    | xxx  |      | 1,85 m |      |
| 14   | Venelina Veneva    | Bulgaria    | o    | xo   | xxx  |      | 1,85 m |      |
| 15   | Ioamnet Quintero   | Cuba        | o    | xxx  |      |      | 1,80 m |      |
| -    | Silvia Costa       | Cuba        | xxx  |      |      |      | dns    |      |

### Finale
| Record mondiale       | Heike Henkel       | 2,07 m | Karlsruhe    | 8 febbraio 1992 |
| Record dei Campionati | Stefka Kostadinova | 2,05 m | Indianapolis | 8 marzo 1987    |
| Capolista stagionale  | Alina Astafei      | 2,04 m | Berlino      | 3 marzo 1995    |

Sabato 11 marzo 1995, ore 18:15.
| Pos     | Atleta             | Nazionalità | 1,85 | 1,90 | 1,93 | 1,96 | 1,99 | 2,01 | 2,03 | Risultato |
| ------- | ------------------ | ----------- | ---- | ---- | ---- | ---- | ---- | ---- | ---- | --------- |
| Oro     | Alina Astafei      | Germania    | o    | o    | o    | o    | o    | o    | xxx  | 2,01 m    |
| Argento | Britta Bilač       | Slovenia    | o    | o    | o    | o    | xo   | xxx  |      | 1,99 m    |
| Bronzo  | Heike Henkel       | Germania    | o    | o    | o    | o    | xxo  | xxx  |      | 1,99 m    |
| 4       | Tatyana Motkova    | Russia      | o    | o    | -    | o    | xxx  |      |      | 1,96 m    |
| 5       | Yelena Gulyayeva   | Russia      | o    | o    | o    | xo   | xxx  |      |      | 1,96 m    |
| 6       | Tatyana Shevchik   | Bielorussia | o    | xo   | o    | xo   | xxx  |      |      | 1,96 m    |
| 7       | Tisha Waller       | Stati Uniti | o    | o    | o    | xxx  |      |      |      | 1,93 m    |
| 8       | Sigrid Kirchmann   | Austria     | o    | xo   | o    | xxx  |      |      |      | 1,93 m    |
| 9       | Hanne Haugland     | Norvegia    | o    | o    | xxo  | xxx  |      |      |      | 1,93 m    |
| 9       | Natalja Jonckheere | Belgio      | o    | o    | xxo  | xxx  |      |      |      | 1,93 m    |
| 11      | Monica Iagăr       | Romania     | o    | o    | xxx  |      |      |      |      | 1,90 m    |
| 12      | Svetlana Leseva    | Bulgaria    | o    | xxx  |      |      |      |      |      | 1,85 m    |
| 13      | Kajsa Bergqvist    | Svezia      | xo   | xxx  |      |      |      |      |      | 1,85 m    |
| -       | Yolanda Henry      | Stati Uniti | xxx  |      |      |      |      |      |      | nm        |

### Classifica
Sabato 11 marzo 1995
| Pos.    | Atleta             | Età | Nazione     | Misura | Note |
| ------- | ------------------ | --- | ----------- | ------ | ---- |
| Oro     | Alina Astafei      | 25  | Germania    | 2,01 m |      |
| Argento | Britta Bilač       | 26  | Slovenia    | 1,99 m |      |
| Bronzo  | Heike Henkel       | 30  | Germania    | 1,99 m |      |
| 4       | Tatyana Motkova    | 26  | Russia      | 1,96 m |      |
| 5       | Yelena Gulyayeva   | 27  | Russia      | 1,96 m |      |
| 6       | Tatyana Shevchik   | 25  | Bielorussia | 1,96 m |      |
| 7       | Tisha Waller       | 24  | Stati Uniti | 1,93 m |      |
| 8       | Sigrid Kirchmann   | 28  | Austria     | 1,93 m |      |
| 9       | Hanne Haugland     | 27  | Norvegia    | 1,93 m |      |
| 9       | Natalia Jonckheere | 24  | Belgio      | 1,93 m |      |
| 11      | Monica Iagăr       | 21  | Romania     | 1,90 m |      |
| 12      | Svetlana Leseva    | 27  | Bulgaria    | 1,85 m |      |
| 13      | Kajsa Bergqvist    | 18  | Svezia      | 1,85 m |      |
| -       | Yolanda Henry      | 30  | Stati Uniti | nm     |      |